# Klaus Zweiling
Klaus Zweiling (* 18. Februar 1900 in Berlin; † 18. November 1968 in Leipzig) war ein deutscher marxistischer Philosoph, Politiker (USPD, SPD, SAPD, KPD, SED) und Journalist. Er war Präsident der Vereinigung der Philosophischen Institute der DDR.

## Biografie
Klaus Zweiling wurde als Sohn des kaisertreuen, deutschnationalen Maschinenbauingenieurs und Beamten im Reichspatentamt Adolf Zweiling und dessen Ehefrau Clara Zweiling, geborene Gosselmann, in Berlin-Moabit geboren.
Er besuchte ab 1909 das Bismarck-Gymnasium in Berlin-Wilmersdorf, machte 1917, während des Ersten Weltkrieges, sein Notabitur und wurde anschließend zum landwirtschaftlichen Hilfsdienst, danach zum Heerdienst  einberufen. Nach dem Krieg studierte er von 1918 bis 1922 Mathematik und Physik, erst in Berlin, ab 1920 in Göttingen. Gleichzeitig hörte er auch Vorlesungen in Geschichte, Nationalökonomie, Philosophie und Presserecht. Er schloss seine Studien mit einer Promotion bei Max Born (Über die Anwendung graphischer Methoden bei der Bahnbestimmung der Himmelskörper) und Prüfungen bei Carl Runge (angewandte Mathematik), Richard Courant (theoretische Mathematik) und Max Born (theoretische Physik) ab.
Zweiling wurde in Göttingen zu einem Anhänger von Leonard Nelson. Er ist am 15. März 1920, während des Kapp-Lüttwitz-Putsches, in die USPD eingetreten. Im Dezember 1920 trat er nicht mit der USPD-Mehrheit in die VKPD ein. Er entschied sich stattdessen, dem aus der KPD ausgeschlossenen Paul Levi zu folgen. 1922 wurde Zweiling bei der Wiedervereinigung der Rest-USPD mit der SPD Mitglied der Sozialdemokraten. Von 1924 bis 1931 arbeitete er als Redakteur für die sozialdemokratischen Tageszeitungen Volkswille in Münster, das Sächsische Volksblatt in Zwickau und die Leipziger Volkszeitung. 1928 wird er Chefredakteur der Volkszeitung für das Vogtland in Plauen. In dieser Zeit entwickelte er sich vom Neukantianer zum Marxisten. Er schrieb Beiträge für den Klassenkampf, der wichtigsten Zeitschrift der SPD-Linken.
1931 war Zweiling auf der Reichskonferenz oppositioneller Sozialdemokraten an der Gründung der SPD-Linksabspaltung SAPD beteiligt. Er präsentierte auf dieser Konferenz ihr „Provisorisches Aktions-Program“. Er wurde in den Reichsparteivorstand gewählt, übernahm zunächst die Bezirksleitung Zwickau-Plauen und siedelte dann nach Berlin über, um Redakteur für Innenpolitik  der Sozialistischen Arbeiter-Zeitung (SAZ), der Tageszeitung der SAPD, zu werden. Gemeinsam mit Fritz Sternberg legte er auf dem ersten Parteitag der SAPD 1932 einen Programmentwurf vor.
Nach der Machtergreifung gehörte Zweiling 1933 zur linken Parteimehrheit, welche den Auflösungskurs der Vorsitzenden Kurt Rosenfeld und Max Seydewitz ablehnte, und wurde im März 1933 auf dem zweiten Parteitag in Dresden in den in der Illegalität agierenden Parteivorstand gewählt. Zweiling und Jacob Walcher hielten auf dem Parteitag in Dresden die Hauptreferate. Unter dem Pseudonym Otto Erbe erschien 1933 bei der SAPD-Auslandsvertretung in Paris Zweilings Programmschrift Der Sieg des Faschismus in Deutschland und die Aufgabe der Arbeiterklasse.
Im August 1933 gelang es der Gestapo mit Hilfe eines Spitzels die SAP-Reichsleitung, darunter Klaus Zweiling, zu verhaften. Zweiling wurde im KZ Columbia interniert und gequält, trug dort für immer physische Schäden davon. Am 1. Dezember 1934 wurde er wegen Vorbereitung zum Hochverrat vom Volksgerichtshof im Verfahren „Max Köhler und Genossen“ zu drei Jahren Gefängnis verurteilt. 1943 wurde er in eine Bewährungseinheit eingezogen.
Laut dem Historiker der Bauchtechnik Karl-Eugen Kurrer habe Zweiling auch seinen Beitrag für das Bauingenieurwesen geleistet. Nach der Haftentlassung 1936 und Berufsverbot schlug er sich als Berater von Ingenieuren in mathematischen Fragen durch. Der Prüfingenieur Arno Schleusner vertraute ihm die Überprüfung der Stabilität der abgespannten Stahl-Kragarm-Konstruktion beim Flughafen Berlin-Tempelhof an, was Zweiling mit einer Variationsmethode löste. Zweiling durfte die Ergebnisse nicht publizieren, Schleusner erklärte sich aber bereit, sie unter seinem Namen 1938 in Der Stahlbau zu veröffentlichen. In der Fachliteratur wird Zweiling über die Lösung von Problemen mit elastischen Platten mit biharmonischen Polynomen und über die Konvergenz von Näherungsmethoden bei der Behandlung der Knicklast von Stützen mit variablem Flächenträgheitsmoment nach Luigi Vianello und Friedrich Engesser zitiert. Nach dem Krieg veröffentlichte er zwei Monographien, 1952 über biharmonische Polynome und ihre Anwendung und 1953 über elastische Stabilität.
Nach dem Ende des Zweiten Weltkrieges trat Zweiling 1945 in die KPD ein. Er war zunächst Redakteur beim KPD-Organ Deutsche Volkszeitung. Nach der Vereinigung von SPD und KPD war er von 1946 bis 1950 Chefredakteur des theoretischen SED-Organs Die Einheit. 1950 wurde ihm im Rahmen einer Kampagne gegen frühere SAPD-Mitglieder „Schädlingsarbeit auf dem Gebiet der Ideologie“ vorgeworfen. Er habe das „Eindringen parteifeindlicher, kleinbürgerlicher und sogar trotzkistischer Anschauungen zugelassen“. Von seinen bisherigen Funktionen entbunden und politisch kaltgestellt, leitete er 1949 bis 1955 den Verlag Technik.
1955 wurde Zweiling, der sich 1948 zum Thema Philosophie und Naturwissenschaft habilitiert hatte, zum ordentlichen Professor für dialektischen Materialismus an die Humboldt-Universität zu Berlin berufen. Er hielt in dieser Zeit eine umfassende Einführungsvorlesung mit dem Titel Der marxistische philosophische Materialismus und widmete sich der Analyse der philosophischen Probleme der Physik. Laut Peter Ruben haben Zweiling und Georg Klaus zusammen an der Humboldt-Universität das Potential einer „Berliner Schule“ der marxistischen Philosophie, die sich auf Naturwissenschaften und Logik orientierte, gebildet.
Auf der Freiheits-Konferenz der Sektion Philosophie der Akademie der Wissenschaften der DDR hielt er 1956 einen Vortrag zum Thema „Die marxistische Auffassung von Freiheit und Notwendigkeit“, der im selben Jahr als Büchlein im Aufbau-Verlag erschienen ist.
1960 wurde Zweiling als Direktor des Instituts für Philosophie der Karl-Marx-Universität nach Leipzig berufen. 1965 wurde er emeritiert.
Von 1959 bis 1968 war Zweiling Präsident der Vereinigung der Philosophischen Institute der DDR. Von 1960 bis 1965 war er Vorsitzender des Wissenschaftlichen Beirats für Philosophie beim Staatssekretariat für das Hochschulwesen. Er war Mitglied des Redaktionskollegiums der Deutschen Zeitschrift für Philosophie.
Nachdem seine Ehefrau 1965 gestorben war, nahm sich Klaus Zweiling 1968 das Leben. Er wurde auf dem Berliner Zentralfriedhof Friedrichsfelde beigesetzt.
Zu seinem bekanntesten akademischen Schüler entwickelte sich Herbert Hörz.

## Auszeichnungen
- 1960 Vaterländischen Verdienstorden in Silber
- Medaille für Kämpfer gegen den Faschismus 1933 bis 1945

## Publikationen
- Ueber die Anwendung graphischer Methoden bei der Bahnbestimmung der Himmelskörper, in: Jahrbuch der Mathematisch-naturwissenschaftlichen Fakultät, Göttingen 1923, DNB 365656119 (Dissertation Universität Göttingen 1923).
- Aufstieg und Niedergang der kapitalistischen Gesellschaft. Gesellschaftsgeschichtliche Skizze. E. Laub'sche Verlagshandlung, Berlin /  Otto Klemm, Leipzig 1927, DNB 578532948.
- als Otto Erbe Pseudonym: Der Sieg des Faschismus in Deutschland und die Aufgaben der Arbeiterklasse.  Sozialistische Arbeiterpartei Deutschlands, Auslandsvertretung, Paris 1933, DNB 578532956,
- Grundlagen einer Theorie der biharmonischen Polynome. Berlin: Verlag Technik 1952.
- Gleichgewicht und Stabilität. Kritische Untersuchung einiger wichtiger Probleme der Elastizitätstheorie. Berlin: Verlag Technik 1953
- Freiheit und Notwendigkeit. Berlin 1956
- Der Leninsche Materiebegriff und seine Bestätigung durch die moderne Atomphysik. Berlin: 1957.
- Die deutsche Philosophie von 1895–1917. Berlin 1962